# Pantepui-Schlankbeutelratte
Die Pantepui-Schlankbeutelratte (Marmosops pakaraimae) ist eine Beuteltierart, die im nordöstlichen Südamerika in der Tepui-Region im östlichen Venezuela und im westlichen Guyana vorkommt.

## Beschreibung
Die Tiere erreichen eine Kopfrumpflänge von etwa 10,4 bis 11,6 cm, haben einen 15,1 bis 16,9 cm langen Schwanz und erreichen ein Gewicht von 25 bis 33 g. Die Farbe des Rückenfells und des Kopfes ist dunkelbraun, wobei die Seiten etwas heller sind. Die Rückenhaare haben eine Länge von 8 bis 9 mm. Rund um die Augen befinden sich dunkle Augenringe. Die Bauchseite vom Kinn bis zu den Genitalien ist weißlich. Der Übergang von den bräunlichen Körperseiten zum weißen Bauchfell ist abrupt. Die Oberseiten der Füße sind weiß. Der Schwanz, dessen Länge etwa 150 % der Kopfrumpflänge beträgt, ist auf der Oberseite dunkel und auf der Unterseite hell. Wie die Weibchen anderer Schlankbeutelratten haben die Weibchen der Pantepui-Schlankbeutelratte wahrscheinlich keinen Beutel. Die Anzahl der Zitzen ist unbekannt.

## Lebensraum und Lebensweise

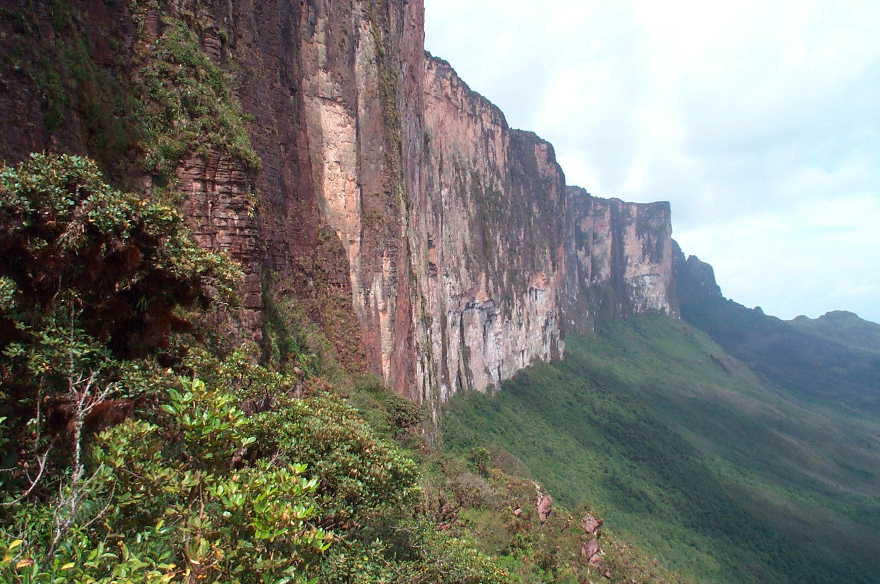
Am Roraima-Tepui in einer Höhe von 800 Metern wurde der Holotyp der Pantepui-Schlankbeutelratte gefunden

Die Pantepui-Schlankbeutelratte kommt in Höhen von 800 bis 1500 Metern in feuchten, immergrünen, submontanen Wäldern mit felsigen, dicht mit Laub bedeckten Böden vor. Die Wälder sind relativ offen und weisen einen starken Bewuchs mit Lianen, Epiphyten, Farnen, Orchideen und Moosen auf. Über ihre weitere Lebensweise, Ernährung und Fortpflanzung ist so gut wie nichts bekannt. Sie lebt sowohl auf dem Erdboden als auch in Sträuchern bis in Höhen von zwei Metern über dem Erdboden.

## Status
Da die Pantepui-Schlankbeutelratte nur ein kleines Verbreitungsgebiet von 16.630 km² hat gilt sie als gefährdet.

## Belege
1. 1 2  Juan F. Díaz-Nieto, Robert S. Voss: A Revision of the Didelphid Marsupial Genus Marmosops, Part 1. Species of the Subgenus Sciophanes. Bulletin of the American Museum of Natural History Number 402 :1-70. 2016, doi: 10.1206/0003-0090-402.1.1. Seite 21–25.
2. 1 2 3  Diego Astúa: Family Didelphidae (Opossums). in Don E. Wilson, Russell A. Mittermeier: Handbook of the Mammals of the World – Volume 5. Monotremes and Marsupials. Lynx Editions, 2015, ISBN 978-84-96553-99-6. Seite 181–182.
3. ↑  Marmosops pakaraimae in der Roten Liste gefährdeter Arten der IUCN 2016. Eingestellt von: Martin, G.M., 2016. Abgerufen am 22. Januar 2019.